# 주제 모리뉴
주제 마리우 두스 산투스 모리뉴 펠리스 GOIH(포르투갈어: José Mário dos Santos Mourinho Félix GOIH, 포르투갈어 발음: [ʒuˈzɛ moˈɾiɲu] ( 듣기), 1963년 1월 26일~)는 포르투갈의 축구 선수 출신 축구 지도자이다. 선수 시절 미드필더로 활동했으며 현재 쉬페르리그의 페네르바흐체 SK 감독을 맡고 있다. 프리미어리그의 첼시 FC의 감독으로 부임할 당시 기자회견을 통해 얻은 '특별한 자(영어: Special One 스페셜 원[*])'라는 별명을 가지고 있으며 2015년 포르투갈 축구 연맹으로부터 '세기의 포르투갈 축구 감독'으로 선정되었고 선수 이적에 10억 파운드(약 1조 7,134억 원)를 지출한 첫 번째 감독이라는 기록을 가지고 있다. 대한민국에서는 국립국어원에서 심의한 표기인 조제 모리뉴, 성 'Mourinho'를 로마자 그대로 읽은 주제 무리뉴로도 알려져 있다.
프리메이라리가, 리가 포르투갈 2. 리가 3에서 미드필더로 활동했지만 1군이 아닌 2군에서 비리그 경기들에 출전했고 24세에 선수 경력을 마감했다. 선수 경력을 마감한 후 스포르팅 CP와 FC 포르투의 감독으로 활동한 보비 롭슨의 개인 통역가로 활동하며 축구 지도자 경력을 시작했고 이후 FC 바르셀로나에서 롭슨과 루이 판 할의 수석 코치로 활동했다. 그는 2000년 SL 벤피카의 축구 감독으로 선임되며 축구 감독 경력을 시작했고 UD 레이리아를 거쳐 2002년 FC 포르투의 감독으로 부임했다. 그는 포르투에서 프리메이라리가 2회, 타사 드 포르투갈, UEFA컵, UEFA 챔피언스 리그 우승을 달성했고 2004년 6월 프리미어리그의 첼시 FC의 감독으로 선임되었다. 모리뉴는 첼시 감독 부임 기자회견에서 "제발 나를 거만하다고 말하지 마라. 그러나 나는 유럽의 챔피언이고 나 자신을 특별한 자라고 생각한다."라고 인터뷰했고 이로 인해 '특별한 자(영어: Special One 스페셜 원[*])'라는 별명을 얻었다. 그는 첼시 FC에서 3시즌 동안 프리미어리그 우승 2회, FA컵, 리그컵 2회 우승을 달성했고 2007년 첼시의 구단주 로만 아브라모비치와의 불화로 첼시를 떠났다.
2008년 모리뉴는 세리에 A의 FC 인테르나치오날레 밀라노의 감독으로 선임되었고 2010년 이탈리아 구단의 축구 역사상 첫 번째 트레블 달성을 포함해 세리에 A 우승 2회를 달성했다. 그는 트레블을 달성하면서 2010년 기준으로 2개의 축구단에서 유러피언컵 우승을 달성한 5명의 축구 감독들 중 한 명이 되었고 2010년 FIFA 올해의 축구 감독으로 선정되었다. 그는 2010-11시즌 라리가의 레알 마드리드 CF의 감독으로 선임되었고 레알 마드리드에서 라리가, 코파 델 레이, 수페르코파 데 에스파냐 우승을 달성했다. 2011-12 시즌 라리가 신기록들을 세우며 라리가 우승을 달성했고 4개국에서 리그 우승을 달성한 축구 역사상 5번째 축구 감독이 되었다.
모리뉴는 2013년 레알 마드리드를 떠나 첼시의 감독으로 재선임되었고 프리미어리그와 리그컵 우승을 달성했지만 2015년 성적 부진으로 인해 첼시에서 경질되었다. 2016-17시즌 맨체스터 유나이티드 FC의 감독으로 선임되었고 첫 번째 시즌에 UEFA 유로파 리그, 리그컵, FA 커뮤니티 실드 우승을 달성했다. 그는 2018년 12월 맨체스터 유나이티드에서 경질된 이후 2019년 11월 마우리시오 포체티노를 경질한 토트넘 홋스퍼 FC의 감독으로 선임되었고 2020-21시즌 EFL컵 결승전에 진출했지만 결승전이 1주일도 남지 않았을 때 토트넘에서 경질되었다. 2021년 5월 AS 로마의 감독으로 선임되었고 첫 번째 시즌에 2022 UEFA 유로파컨퍼런스리그 결승전에서 페예노르트 로테르담에 승리하며 UEFA 유로파컨퍼런스리그 우승을 달성했다. 그는 이 우승으로 4개의 구단에서 유럽 구단 대항전 우승을 달성한 축구 역사상 첫 번째 감독과 UEFA 주요 유럽 구단 대항전에서 모두 우승한 축구 역사상 세 번째 감독이 되었다. 그는 2024년 1월 로마를 떠났고 당해 6월 페네르바흐체 SK의 감독으로 임명되었다.

## 생애

### 유년 시절과 선수 경력
모리뉴 감독은 포르투갈 대표팀에서 뛰기도 한 골키퍼 출신의 아버지 펠리스 모리뉴의 아들로, 비교적 유복한 가정 환경에서 유년시절을 보냈다. 소년 시절부터 아버지 밑에서 상대팀의 약점을 찾아오는 역할을 맡으며 유능한 스카우트의 자질을 보였다. 프로 선수가 된 모리뉴는 프리메이라 리가팀인 히우 아브FC에서 중앙 미드필더로 뛰었으나 별다른 활약을 보이지 못했고, 이후 하부 리그를 전전하다 부상으로 자신의 표현에 따르면 ‘삼류’였다고 하는 선수 생활에 종지부를 찍게 되었다.

### 초기 지도자 경력
선수 생활에서 은퇴한 모리뉴는 리스본에서 체육 교사가 되었지만 지도자로서의 길을 택해 스코틀랜드에서 영어를 공부하게 된다. 그리고 이것이 계기가 되어 당시 스포르팅 CP의 감독으로 취임한 보비 롭슨 감독 밑에서 통역관으로 프로팀에서 스텝 역할을 맡게 된다. 이후 롭슨 감독의 신임을 얻어 FC 포르투와 FC 바르셀로나의 통역관 역할까지 함께 동행하였다.

### 포르투
00-01 시즌 포르투갈의 SL 벤피카의 지휘봉을 잡으며 감독으로서의 경력을 쌓기 시작했다. 당시 부진에 빠진 벤피카를 되살려 라이벌 스포르팅을 3-0으로 꺾는 등 좋은 출발을 보였지만, 선수단내 파벌의 내분으로 단 여덟 경기만에 물러났다. 다음 01-02 시즌에는 우나이앙 데 레이리아의 감독으로 취임해 19경기에서 9승 7무 3패 리가 4위의 성적을 거두며 좋은 모습을 보이기 시작한다.
그리고 전반기가 끝난 2002년 1월, 부진에 빠진 수페르 리가의 명문 FC 포르투의 지휘봉을 잡아 남은 경기에서 15경기 11승 2무 2패의 최고의 성적으로 팀의 순위를 3위까지 끌어올렸다. 포르투의 감독으로 취임할 당시 "(중위권에 만족하지못한다.) 다음 시즌에는 포르투를 챔피언으로 만들겠다"는 발언으로 승부욕을 내빛추기 시작하고, 이후 그 말이 헛되지 않았음을 증명한다.
02-03 시즌, 모리뉴 감독의 말대로 FC 포르투는 스쿼드의 한계를 뛰어넘는 전술로 포르투갈 리가와 포르투갈 컵의 우승컵을 되찾아오며 다시 포르투갈의 왕좌에 등극하게 된다. 또한 UEFA 컵에서도 연장전 끝에 셀틱 FC을 물리치며, "트레블"을 달성해 유럽 무대에서 주목을 받게 된다.
03-04 시즌에는 보다 압도적인 경기력으로 리그 2연패를 달성하였으며, 챔피언스 리그에서 16강부터 맨체스터 유나이티드, 8강에서 올림피크 리옹, 4강에서 데포르티보를 가볍게 격파하며 결승전에 진출하였다. 그리고 겔젠키르헨에서 AS 모나코를 3-0으로 격파해 17년만에 유럽 챔피언 자리에 등극시켰다.

### 첼시
04-05 시즌 잉글랜드 프리미어리그의 첼시 FC에 부임한 그는 역습축구로 클럽 역사상 50년 만의 리그 우승과 리그컵 우승을 이끌어냈다. 첼시는 05-06 시즌에도 다른 클럽과 다른 파워축구를 보이며 압도적인 경기력 끝에 리그 2연패를 달성했다.
다음 06-07 시즌에는 FA컵과 리그컵에서 우승하며 컵 더블을 달성했지만 구단주와의 마찰과 보드진과의 불화 끝에 2007년 9월 20일 첼시와의 계약을 상호 해지했다. 표면적으로는 상호 해지이나 사실상 해임당한 것이나 마찬가지였다. 당시 첼시는 수비수들이 부상으로 연달아 이탈해 모리뉴 감독이 겨울 이적 시장에서 수비수 보강을 요구했으나 보드진이 이를 거절해 불화가 시작됐다.

### 공백 기간
이후 모리뉴 감독은 유럽 변방의 최고 클럽들로부터 러브콜을 받았지만 모리뉴를 자극하기엔 충분하지 않았다. 특히 유로 2008 예선에서 탈락한 스티븐 매클래런 감독의 후임으로 잉글랜드 축구 국가대표팀의 감독직을 맡게 될 것이 굉장히 유력해졌다. 하지만 모리뉴 감독은 ‘심사숙고했지만 잉글랜드 대표팀 감독직을 사양한다'는 성명을 발표했으며 잉글랜드는 안타까움과 실망으로 가득찼다. 그리고 잉글랜드 대표팀에는 파비오 카펠로 감독이 취임했다.

### 인테르나치오날레
2008년 6월 2일 로베르토 만치니 감독의 후임으로 이탈리아 명문 인테르나치오날레의 지휘봉을 잡게 되었다. 08-09 시즌 세리에 A와 수페르 코파에서 우승으로 더블을 달성했으나, UEFA 챔피언스리그에서는 만치니 감독 시절에 이어 세 시즌 연속이 되는 16강 탈락에 그쳤다. 후일 만치니 감독은 자신의 유산으로 모리뉴가 성과를 냈다고 우겼으나, 사실 스쿼드의 절반은 모리뉴 감독이 새로 뽑은 선수였다.
하지만 다음 09-10 시즌에는 16강에서 첼시 FC에게 2연승(1차전 2-1 2차전 1-0), 8강에서 CSKA 모스크바에게 2연승(1차전 2차전 모두 1-0으로 승리) 4강에서 FC 바르셀로나에게 1승1패 (1차전 3-1 승리 2차전 0:1 패)를 기록 했으나 합산전적 3:2로 결승진출 , 결승에서 바이에른 뮌헨 (2-0으로 승리) 전 유럽의 강호들을 격파하며 클럽 역사상 45년 만에 UEFA 챔피언스리그 우승컵을 차지했다. 그리고 같은 시즌 세리에 A와 코파 이탈리아에서 우승하며 이탈리아 축구 역사상 최초로 "트레블"을 달성하는 영광을 역사에 남겼다.
하지만 우승 기자회견에서 인테르나치오날레의 감독에서 물러난다고 밝히며 결국 2010년 5월 31일 레알 마드리드의 감독으로 취임했다.

### 레알 마드리드
09-10 시즌, 플로렌티노 페레스 회장이 다시 취임한 레알 마드리드는 천문학적인 이적료를 투자해 크리스티아누 호날두와 카카 등 유럽 최고의 선수들을 대거 영입했으나, 우승을 바라던 마드리드 팬들의 기대에 미치지 못 하였고, 결국엔 무관에 그치고 말았다. 전임 마누엘 페예그리니 감독은 시즌 종반 팀의 경기력을 끌어올렸다는 평가를 받았지만, 챔피언스리그 우승에 실패하여 최종적으로 해임 통보를 받게 되었다. 페예그리니 감독의 후임으로 취임한 모리뉴 감독은 “그 누구도 성공하지 못한 도전은 매력적이다. 레알 마드리드 감독은 누구나 꿈꾸는 직업.”이라는 인터뷰를 통해 특유의 자신감을 표출했으며, 양쪽 풀백, 중앙 미드필더, 측면 윙어의 영입을 요구하여 메수트 외질, 사미 케디라, 디 마리아, 세르히오 카날레스, 페드로 레온 등 통합 천 억이 넘는 자금을 동원해 영입시켰다.
2010-11 시즌, 첫 엘클라시코 더비에서 5-0으로 대패하여 현지 팬들에게 적잖은 충격을 안겼었고, 바르셀로나에 리그 타이틀을 내주며 리그 우승에 실패하고 말았다.
그러나 코파 델 레이에서는 우승을 달성했다.
2011-12 시즌, 리그 승점 100점이라는 프리메라리가 최다승점 신기록을 달성하며 레알 마드리드는 그 해의 프리메라리가 우승 타이틀을 차지했다.
2012-13 시즌, 리그 우승에 실패하며 팀은 최종적으로 무관에 그쳤다. 서포터들과 팬들이 가장 고대했던 챔피언스 리그에서도 보루시아 도르트문트와의 토너먼트에서 패배하며 이렇다 할 성과를 거두지 못하였다. 그 해에 선발자리에서 밀린 이케르 카시야스가 경기전 선발 라인업을 유출시키는 등의 의혹으로 내분이 일어났으며 그런 카시야스를 옹호하는 페페, 세르히오 라모스 등과 갈등을 겪으며 선수단 장악에 실패했고, 스페인 언론과 팬들 사이에도 내분이 발생했다. 또한 지네딘 지단과 초기부터 갈등을 겪으며 구단의 상층부와도 마찰을 빚었다. 장기계약을 맺었음에도 불구하고 레알은, 3년의 기간 중 2년의 리그 우승 실패, 3년 연속 챔피언스 리그 우승에 실패한 책임을 물었다. 레알 마드리드는 모리뉴가 가장 권한을 많이 부여받았던 클럽이었지만, 주제는 레알마드리드와의 상호해지를 받아들여 사퇴했다. 동시에 구단주와 마찰을 빚으며 떠났던 첼시로 복귀하였다.

### 첼시 2기
2013년 6월 3일, 첼시는 모리뉴가 다시 팀으로 복귀했다는 소식을 타진하였다. 컴백 후 "나는 여러분들 중의 한 명(I'm one of you)"이라는 소감을 발표해 첼시팬들을 열광시켰다. 그 해 UEFA 슈퍼컵에서 FC 바이에른 뮌헨에게 승부차기 끝에 패배하였고, UEFA 챔피언스 리그에서 갈라타사라이 SK, 파리 생제르맹 FC 등을 꺾으며 준결승에 진출하였으나 아틀레티코 마드리드에게 패배했다. 리그에서는 25승 7무 6패(승점 82점)로 3위를 차지하였다.
2014-15 시즌, 첼시는 8년만에 풋볼 리그 컵에서 우승하였고, 리그에서도 승점 87점으로 우승을 거두었다. 그러나 다음 시즌 갑작스런 성적부진으로 팀 순위가 16위까지 추락한 상태에서 선수단과의 불화설까지 흘러나오자 2015년 12월 18일, 첼시 구단 측은 모리뉴 감독과 계약을 해지하였다.

### 맨체스터 유나이티드
2016년 5월 27일, 루이스 반 할의 후임으로 맨체스터 유나이티드와 3년 계약을 맺고 맨유의 새로운 감독으로 선임되었다. 감독 선임 이후 에릭 베일리, 즐라탄 이브라히모비치, 헨리크 미키타리안, 폴 포그바 등을 영입하며 새 시즌을 준비하였다.
2016-17 시즌 커뮤니티 실드에서 레스터 시티를 꺾고 우승을 차지하였다. 2016년 10월 29일 벌어진 번리전에서 모리뉴 감독은 하프타임 때 주심을 비롯한 경기 관계자에게 판정에 대한 항의와 욕설, 모욕적인 언사로 인해 퇴장을 당해 영국축구협회(FA)로부터 5만 파운드의 벌금을 부과했고, 동시에 벌금 8천 파운드 처분을 받아 다음 스완지 시티전에 벤치에 앉아 팀을 지휘할 수 없게 되었다. 그러나 2016년 11월 28일에 올드 트래퍼드에서 열린 웨스트햄 유나이티드와의 리그 13라운드에서 전반 26분께 폴 포그바가 상대 선수에 걸려 넘어지는 장면에서 심판이 반칙을 지적하지 않자 물병을 걷어차며 강하게 항의하다가 1달 만에 또다시 퇴장을 당해 잉글랜드 축구협회로부터 1경기 출장 정지의 징계와 함께 1만 6천 파운드의 벌금을 부과함으로써 2016년 11월 30일 열린 웨스트햄과 잉글랜드 리그컵(EFL컵) 8강 경기에서 선수들을 지도하지 못했다.
2017년 2월 11일 왓포드에 2-0으로 승리하여 EPL 최초로 승점 2000점을 달성한 감독이 되었다. 2017년 2월 26일 웸블리 스타디움에서 벌어진 2017 리그컵 결승전에서 사우샘프턴을 3-2로 누르고, 맨유에서 두 번째 우승을 달성하였다. 이로써 맨유는 통산 5번째 리그컵 우승을 차지했으며, 모리뉴는 통산 리그컵 4회 우승으로 알렉스 퍼거슨, 브라이언 클러프와 동률을 이뤘다. 그리고, 2017년 3월 19일 미들즈브러를 상대로 3-1로 승리하며 EPL 최초로 600을 달성한 감독이 되었다.
그 후, 모리뉴는 UEFA 유로파리그 우승에 집중하기 위해 리그에서는 유스 선수들을 위주로 한 로테이션을 적절하게 활용하여 리그 6위로 마무리 지었고, 2017년 5월 25일(한국시각 새벽)에 스웨덴 스톡홀름 프렌즈아레나에서 열린 유로파리그 결승전에서 아약스를 2-0으로 무너뜨리고, 사상 첫 유로파리그 우승을 달성하여 챔피언스리그 복귀를 이뤄냈다. 이로써 모리뉴는 결승전 경기를 14번 치러 12번 우승한 기록을 가졌고, 결승전 승률은 84.6%에서 85.7%로 상승하였다.
2017-18 시즌을 앞두고, 모리뉴는 린델뢰프를 비롯하여 루카쿠, 마티치 등을 영입하여 각 포지션 별로 보강에 성공하였고, 프리시즌에 6승 1패를 기록하였다. 그리고, 2017년 8월 14일(한국시각 자정)에 열린 웨스트 햄과의 리그 개막전 경기에서 4-0 대승을 거두었다.
그 이후, 시간이 갈수록 버스 축구를 선보이는 등 지루한 전술을 자주 보여 많은 비판을 받지만, 시즌 초반의 흐름을 잘 이어가면서 17-18시즌 잉글랜드 프리미어리그(이하 EPL)에서 2위를 기록하고 있으며, 2018년 1월 26일(한국시각) 맨유와 2020년 연장 계약을 맺었다. 이로써 모리뉴는 퍼거슨 이후, 재계약을 체결한 첫 감독이 되었다.
그리고, 2018년 1월 27일 오전 4시 45분(한국시간) 영국 서머싯 주 예오빌에 위치한 휴이시 파크에서 열린 2017-18 잉글랜드 FA컵 4라운드(32강)에서 예오빌 타운(4부)에 4-0 완승을 거두며 본인의 생일과 맨유에서의 100번째 경기에서 승리로 장식하였다.
그리고, 2018년 5월 13일(한국시간)에 있었던 왓포드와의 리그 최종전에서 1-0 승리를 이끌어내고, 리그 2위로 시즌을 마감하였지만, 2018년 5월 20일(한국시각 새벽)에 있었던 FA컵에 패하여 무관으로 시즌을 마감하였다.
18-19 시즌을 앞두고, 프레드, 달로트, 리 그랜트 등 3명의 선수만 영입하였을 뿐 수비수 영입은 이뤄지지 않은 채 시즌을 시작한 모리뉴는 2018년 8월 28일(한국시각 새벽)에 있었던 토트넘과의 리그 홈 경기에서 0-3 대패를 당해 리뉴 감독 역사상 처음으로 3골 차 패배하는 불명예를 안았다.
그 후로 선수단 불화와 내부분열 등 잡음이 끊이지 않는 어수선한 분위기에서 챔피언스리그를 포함한 4경기 동안 승리가 없어 경질 위기에 이르렀으나, 2018년 10월 7일 새벽 1시 30분(한국 시간) 영국 맨체스터 올드 트래포드에서 열린 뉴캐슬과의 리그 홈 경기에서 3-2 극적인 역전승을 거둬 커리어 통산 400승을 달성하였다.
하지만 그 후에도 계속되는 불화설과 성적 부진으로 인하여 2018년 12월 18일(한국시간)에 맨유 감독직에서 경질당했다. 이 기간은 공교롭게도 3년 전 첼시에서 물러났던 2015년 역시 12월 18일 경질됐다. 모리뉴 감독은 첼시를 떠난지 딱 3년 만에 맨유와도 작별을 하게 됐다.

### 토트넘 홋스퍼
2019년 11월 20일, 2023년까지 4년 계약을 맺고 토트넘 홋스퍼의 새로운 감독으로 선임됐다. 11월 23일 웨스트햄 유나이티드 FC와의 경기에서 토트넘 감독으로 첫 경기를 치뤘고, 3-2로 승리하며 첫 승을 거두었다. 이후 주축 선수들의 부상으로 주춤하였으나, 코로나19 범유행으로 인하여 리그가 중단된 사이 주축 선수들이 부상에서 복귀하여 리그 6위를 기록하며 UEFA 유로파리그에 진출하는데 성공했다. 반드시 토트넘 홋스퍼 FC를 3년안에 우승 시키겠다고 말했었지만 이는 지키지 못하였다. 하지만 결국 2021년 4월 19일 맨유,첼시 2기때 이어 전격 경질되면서 모리뉴 2년차가 더 이상 통하지 않는다는 것이 확실하게 증명되었다.
그리고 모리뉴는 감독 커리어 처음으로 무관인 상태로 경질되는 것은 처음이다.

### 로마
2021년 5월 4일, 다가오는 21-22 시즌을 앞두고 계약 만료로 떠나는 파울로 폰세카 후임으로 AS 로마의 감독으로 선임됐다.
2021-22 시즌 UEFA 유로파컨퍼런스리그 우승과 22-23 시즌 유로파리그 준우승을 이끈 모리뉴는 2024년 1월 16일, 23-24 시즌 성적 부진으로 경질되었다.

## 평가

### 긍정적 의견
모리뉴는 축구계의 여러 인사들로부터 당대 최고의 감독이자 역대 최고의 감독 중 한 명으로 평가받고 있다. 현재 맨체스터 시티의 감독인 펩 과르디올라는 모리뉴를 "세계 최고의 감독이다" 라고 평한 적이 있다. 첼시 감독 시절, 미드필더 프랭크 램파드에게 샤워 중에 다가가 네가 세계 최고의 선수라고 말해준 사연이 있다. 프랭크 램파드는 후일 모리뉴를 "같이 일해본 감독 중 최고" 라고 평하였다.
모리뉴는 전체 미팅 시 반드시 해당 리그의 모국어로 이야기했고, 선수들과 개별 미팅 때엔 그 선수의 모국어로 대화를 시도하며 선수가 편하게 말할 수 있도록 배려한다고 전한다. 더불어 인테르 감독 재직 시절에는 식사 시간에도 감독과 스태프, 선수 간의 구분 없이 자유롭게 이야기를 하며 식사를 했다고 한다. 레알 마드리드의 감독 시절에도 훈련하기로 되어있는 날 중 하루를 골라서 훈련 대신 바베큐 파티를 하도록 조치해서 선수들의 사기를 진작시킨 적이 있다.

### 부정적 의견

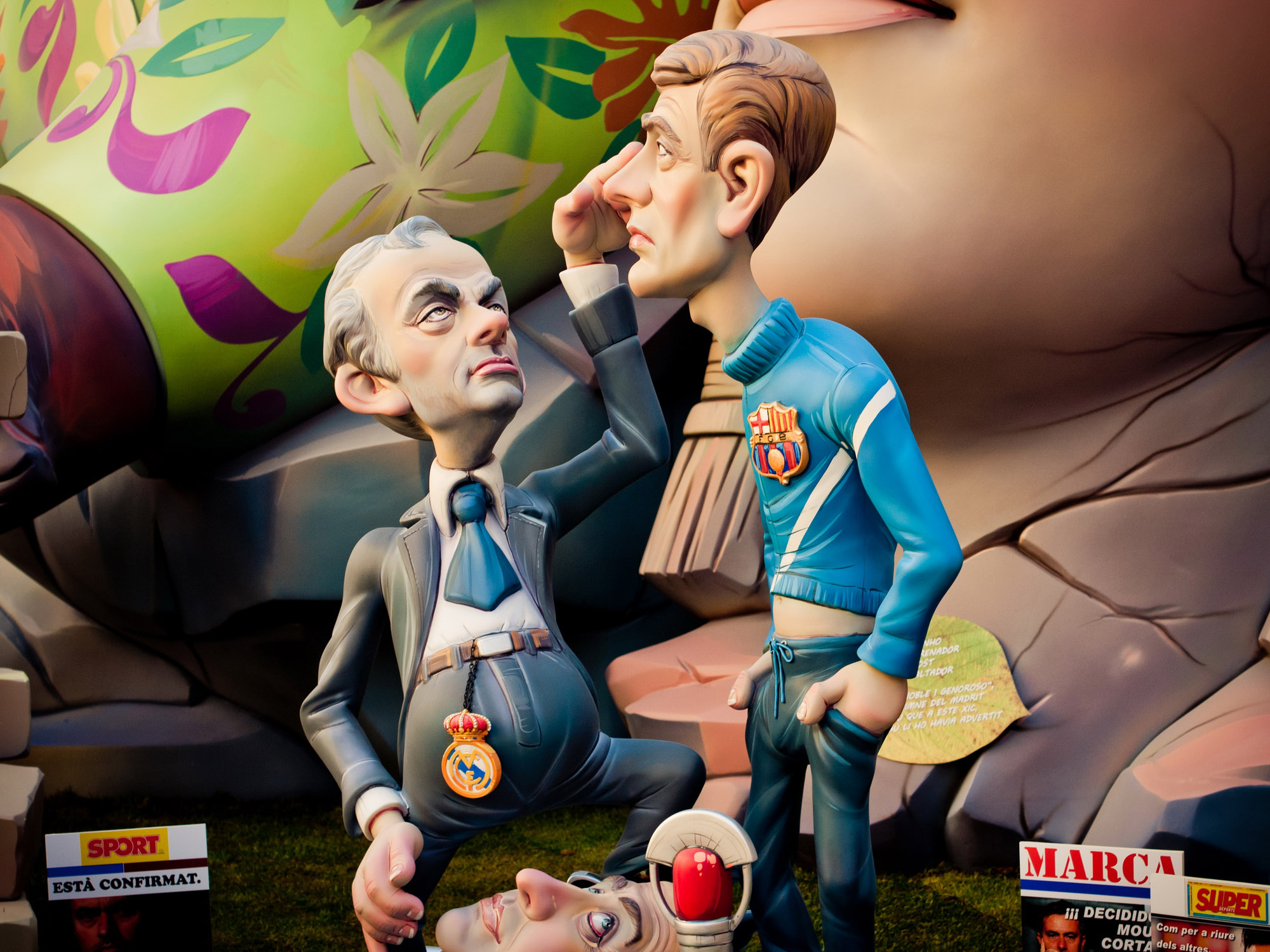
모리뉴가 티토 빌라노바의 눈을 공격한 사건을 풍자한 인형.

모리뉴는 다소 건방진(때론 자신감 넘치는)어록들을 많이 남겼다. 때문에 모리뉴를 좋아하는 사람들과 싫어하는 사람들의 구분이 확실하다. 자존심이 강하기 때문에 일부 인사들과 마찰을 빚은 적이 있는데, 레알 마드리드 감독으로 재직 중이던 시절에는 호르헤 발다노, 지네딘 지단, 이케르 카시야스등과 마찰을 빚었다.
또한 그의 전술이 때로 수비적이고, 어리석은 결과를 도출해낸다는 지적도 있는데, 요한 크라위프,와 모르텐 올센의 발언이 대표적인 예이다.
2005년 2월 23일에 열린 첼시와 바르셀로나의 UEFA 챔피언스리그 2004-05 16강 1차전 경기에서 첼시가 바르셀로나에 1-2로 패한 이후, 모리뉴는 심판인 안데르스 프리스크를 디디에 드로그바의 퇴장과 하프 타임 때 프랑크 레이카르트 바르셀로나 감독과 가진 면담 등을 이유로 비난하였는데, 이를 두고 일부 첼시 팬들이 프리스크에게 살해 위협을 가하였고, 프리스크는 2005년 3월 12일에 축구 심판 은퇴를 선언했다. UEFA 심판 연맹은 이를 두고 "모리뉴는 축구의 적"이라고 비난하였다.
2006년, 모리뉴는 첼시를 유난히도 비난하는 아스널의 감독 아르센 벵거를 두고 "관음증 환자"라고 비꼰 적이 있다. 벵거는 이에 격분하였고, 모리뉴에게 법적 책임을 물으려 하였다. 그러나, 모리뉴가 이 발언에 대해 벵거에게 사과를 하면서, 사건은 일단락 되었다.
2011년 8월 17일, 2011 수페르코파 데 에스파냐 경기 종료 후, 모리뉴는 바르셀로나의 수석 코치인 티토 빌라노바의 눈을 찌르는 행위를 하였는데, 이후 모리뉴는 사건에 대해서 언급을 회피하며, "피토" 빌라노바가 누구인지도 모른다고 하였다. 피토는 스페인 속어로 남성의 생식기를 뜻한다.
2011년, 2012년 FIFA 발롱도르 시상식에서 주제프 과르디올라와 비센테 델 보스케 감독이 올해의 감독상 시상에 유리해지자 시상식장에 나타나지 않았다. 특히 2012년에는 "다음 경기 전술을 구상 중" 이라고 식장에 나타나지 않았으나, 대신 아들의 유소년 경기를 관람을 하여서 논란을 빚었다.
2018년 3월 14일 (이하 한국시간) 영국 맨체스터의 올드 트래퍼드에서 열린 세비야(스페인)와의 2017-18 UEFA 챔피언스리그 16강 2차전에서 1-2로 패하여 8강 진출이 좌절되자 모리뉴는 "우리는 토요일에 다른 경기가 있다. 우리는 24시간 이상 슬퍼할 시간이 없다. 그것이 축구다. 세상이 끝난 것은 아니다"라며 맨유의 탈락을 대수롭지 않게 생각하는 인터뷰에 맨유 팬들의 분노를 불러일으켰다.

## 사생활
모리뉴는 10대 시절 세투발에서, 앙골라 출신의 포르투갈인인 마틸데 "타미" 파리아를 만났고 1989년에 결혼하였다.
그들의 첫째 아이인 딸 마틸데는 1996년 생이고, 아들인 제 마리우 주니어는 4년 후에 태어났다. 모리뉴는 가족에 대한 애정이 각별한 사람으로, "가장 중요한 것은 내 가족이고, 좋은 아버지가 되는 것이다."라고 한 적이 있다. 이와 관련해 영국의 주간지 뉴스테이츠먼(New Statesman)은 "2005 올해의 인물"에 모리뉴를 선정하였으며, 가족에 대한 헌신을 인정하여 선정하였다.
2009년 3월 23일, 모리뉴는 리스본 공과 대학교에서 축구에 대한 그의 공로를 인정 받아 명예 박사 학위를 수여받았다. 2010년 10월, 모리뉴는 AskMen.com이 선정한 가장 영향력 있는 인물 9위에 오른 바가 있으며, 2011년 12월에는, 스페인의 롤링 스톤 지(誌)에서 올해의 락스타로 이름을 올리기도 하였다.
그는 깔끔한 정장 스타일을 선호하며, 잦은 기자회견을 즐기곤 한다. 또한 모리뉴는 사회 활동을 종종 해오곤 했는데, 특히 이스라엘과 팔레스타인의 아동들을 대상으로 유소년 축구 경기를 열었으며, 2004년 인도양 지진 해일 피해 구호를 위해 그의 재킷을 경매에 부쳤다. 이 재킷은 22,000 파운드에 낙찰되었다. 그리고 모리뉴는 삼성, 아메리칸 익스프레스, 브라운, 재규어 자동차, 아디다스 등의 유럽판 광고에 출연한 적이 있다.
모리뉴의 종교는 가톨릭이며, 그는 포르투갈어, 스페인어, 이탈리아어, 프랑스어, 영어를 구사할 수 있다.

## 기타 사항
- 2009-10 시즌 인테르나치오날레에서 세리에 A, 코파 이탈리아, UEFA 챔피언스리그 우승을 차지하여 6번째로 트레블을 달성한 감독(이탈리아 클럽 최초의 트레블).
- 각기 다른 두 팀으로 UEFA 챔피언스리그 우승을 한 세 번째 감독(FC 포르투, 인테르나치오날레).
- 각기 다른 4개 리그 컵대회를 우승한 첫 번째 감독(코파 이탈리아, 포르투갈 컵, FA컵, 코파 델 레이).
- 각기 다른 4개 리그를 우승한 첫 번째 감독(포르투갈 리가, 프리미어리그, 세리에 A, 프리메라리가).
- 2002년 2월 23일 FC 포르투 감독 시절 SC 베이라마르에게 2:3으로 패한 이후 9년간 리그 홈무패 (2011년 4월 2일 스포르팅 히혼과의 프리메라리가 경기에서 9년만에 리그 홈경기에서 패배하며 종료).

### 일화
- 포르투 감독 재직 시절, 미드필더 세사르 페이소토(Cesar Peixoto)가 왼쪽 다리 수술을 하게 됐을 때 수술실에 함께 들어간 적이 있다. 수술이 어떻게 진행되는지 이해하고, 그래야 그의 회복을 위한 준비를 더 잘할 수 있다고 생각했기 때문에 수술실로 들어갔다고 하였다. 이는 선수들의 동기부여와 심리발달에 지대한 영향을 미칠 수 있다는 생각에서였다.
- 2009년 8월 8일 베이징에서 열린 이탈리아 슈퍼컵 기자 회견에서 중국 기자들이 쓸데없는 질문을 하자 "중국 축구가 왜 쓰레기인지 이제 알았다. 중국은 그 동안 올림픽에서 많은 금메달을 차지해 왔지만 축구는 아니다. 그 이유는 선수, 감독은 물론이고 기자들마저 쓰레기이기 때문" 이라고 중국 기자들의 수준낮은 행동에 일침을 놓았다.[50]
- 모리뉴는 언론 플레이를 통해 상대의 심리를 흔들고, 경기 중에 상대팀 선수에게 말을 걸어 집중력을 흐트리기도 한다. 일례로 2012-13 시즌, 레알마드리드 감독 재직 시절, 레알 마드리드와 보루시아 도르트문트와의 준결승전에서 상대 수비수 마르첼 슈멜처를 불러 레알 마드리드 미드필더 메주트 외질에게 전술 지시를 전해 달라고 부탁한 일이 있다.
- 모리뉴는 맨유 감독 재직 중, 2017년 3월 17일(한국시간) 영국 맨체스터 올드 트래퍼드에서 열린 로스토프(러시아)와 2017 유로파리그 16강 2차전에서 후반 27분에 껍질을 벗긴 바나나를 손에 들고 흔들며 경기에 뛰고 있는 마르코스 로호와 워밍업을 하고 있는 애슐리 영에게도 나누어주는 장면이 포착되었다. 이 장면을 보고 일각에서는 모리뉴 감독이 바나나를 흔든 행동을 두고 ‘인종차별을 뜻하는 행동 아니냐’고 꼬집었다. 그러나 모리뉴 감독은 “로호에게 바나나를 제공한 까닭은 에너지를 공급하기 위해서”라고 잘라 말했다. 이어 “선수들이 경기 중 바나나를 먹겠다고 먼저 요청했다. 단순히 축구팬들에게 웃음을 주기 위해 선수들이 바나나를 먹는 건 아니다”라고 해명하였다.
- 모리뉴는 2007년 5월 경찰서에 잠시 구금된 적이 있는데, 이는 애완견을 영국으로 들여오는 과정에서 예방 접종을 시키지 않고 반입하려 했기 때문이다.[51][52]

## 경력 목록
- 2000~2001 포르투갈 리가 SL 벤피카 감독.
- 2001~2002 포르투갈 리가 UD 레이리아 감독.
- 2002~2004 포르투갈 리가 FC 포르투 감독.
- 2004~2007 프리미어리그 첼시 FC 감독.
- 2008~2010 세리에 A FC 인테르나치오날레 밀라노 감독.
- 2010~2013 프리메라리가 레알 마드리드 CF 감독.
- 2013~2015 프리미어리그 첼시 FC 감독.
- 2016~2018 프리미어리그 맨체스터 유나이티드 FC 감독.
- 2019~2021 프리미어리그 토트넘 홋스퍼 FC 감독.
- 2021~ 세리에 A AS 로마 감독.

## 기록

### 대회기록

#### FC 포르투(2002~2004)
- 프리메라리가 (2) 우승: 2002-03, 2003-04
- 수페르타사 칸디두 드 올리베이라 우승 : 2003
- 타사 드 포르투갈 우승 : 2002-03
- UEFA 유로파리그 우승 : 2002-03
- UEFA 챔피언스리그 우승 : 2003-04

#### 첼시 FC(2004~2007, 2013~2015)
- 프리미어리그 (3) 우승 : 2004-05, 2005-06, 2014-15
- EFL컵 (3) 우승: 2004-05, 2006-07, 2014-15
- FA 컵 우승 : 2006-07
- FA 커뮤니티 실드 우승 : 2005

#### FC 인테르나치오날레 밀라노(2008~2010)
- 세리에 A (2): 2008-09, 2009-10
- 수페르코파 이탈리아나 우승 : 2008
- 코파 이탈리아 우승 : 2009-10
- UEFA 챔피언스리그 우승 : 2009-10

#### 레알 마드리드 CF(2010~2013)
- 코파 델 레이 우승 : 2010-11

- 프리메라리가 우승 : 2011-12

- 수페르코파 데 에스파냐 우승 : 2012

#### 맨체스터 유나이티드FC (2016~2018)
- UEFA 유로파리그 우승 : 2016-17
- EFL컵 우승 : 2016-17
- FA 커뮤니티 쉴드 우승 : 2016

#### AS 로마(2021~ )
- UEFA 유로파 컨퍼런스리그 우승 : 2021-22
- UEFA 유로파리그 준우승 : 2022-23

### 개인
- 옹즈도르 올해의 감독 : 2005
- FIFA 발롱도르 최고의 감독 : 2010
- UEFA 올해의 팀 최고의 감독 : 2002–03, 2003–04
- UEFA 올해의 팀 : 2003, 2004, 2005, 2010
- 월드 사커 매거진 최고의 감독 : 2004, 2005, 2010
- 포르투갈 리가 최고의 감독 : 2002-03, 2003-04
- 프리미어리그 최고의 감독 : 2004-05, 2005-06, 2014-15
- 세리에A 최고의 감독 : 2008-09, 2009-10
- 판키나도르 : 2009-10
- International Sports Press Association 최고의 감독: 2009-10
- Prémio Prestígio Fernando Soromenho: 2012
- Football Extravaganza's League of Legends : 2011
- 알프 램지 상 : 2010
- 미겔 무뇨즈 트로피 : 2010–11, 2011–12
- 가제타 올해의 스포츠인 : 2010
- 글로브사커 올해의 감독 : 2012
- 포르투갈 세기의 감독 : 2015
- 포르투갈 올해의 감독 : 2017
- 이탈리아 축구 명예의 전당 : 2022

#### 선정
- 월드사커 역대 최고의 감독 3위
- ESPN 역대 최고의 감독 9위
- 프랑스풋볼 역대 최고의 감독 13위

- 페프 과르디올라
- 알렉스 퍼거슨
- 아르센 벵거

## 감독 통계
2022년 7월 1일 기준
| 벤피카              | 2000년 9월 20일  | 2000년 12월 5일  | 11  | 6   | 3   | 2   | 054.55 | [ 53 ] |
| UD 레이리아         | 2001년 4월 14일  | 2002년 1월 20일  | 20  | 9   | 7   | 4   | 045.00 | [ 54 ] |
| 포르투              | 2002년 1월 23일  | 2004년 5월 26일  | 127 | 91  | 21  | 15  | 071.65 | [ 55 ] |
| 첼시                | 2004년 6월 2일   | 2007년 9월 20일  | 185 | 124 | 40  | 21  | 067.03 | [ 56 ] |
| 인테르              | 2008년 6월 2일   | 2010년 5월 28일  | 108 | 67  | 26  | 15  | 062.04 | [ 56 ] |
| 레알 마드리드       | 2010년 5월 31일  | 2013년 6월 1일   | 178 | 128 | 28  | 22  | 071.91 | [ 56 ] |
| 첼시                | 2013년 6월 3일   | 2015년 12월 18일 | 136 | 80  | 29  | 27  | 058.82 | [ 56 ] |
| 맨체스터 유나이티드 | 2016년 5월 27일  | 2018년 12월 18일 | 149 | 86  | 33  | 30  | 057.72 | [ 56 ] |
| 토트넘 홋스퍼       | 2019년 11월 20일 | 2021년 4월 19일  | 92  | 50  | 17  | 25  | 51.16  |        |
| AS 로마             | 2021년 5월 4일   |                  |     |     |     |     |        |        |
| Total               | Total            | Total            | 914 | 590 | 187 | 137 | 64.6   | —      |

### 참조주
1. ↑  국립국어원은 이름 'José'를 '조제'로 심의했으나 해당 이름의 포르투갈어 발음은 '주제([ʒuˈzɛ])'이다. “Informe Plus+: Mourinho en el Barça - Movistar Plus+”. 《유튜브》 (포르투갈어). 2022년 6월 8일. 2023년 5월 15일에 확인함.
2. 1 2  Morgan, Richard (2018년 10월 18일). “Special One: Remembering Jose Mourinho's first-ever Chelsea press conference”. 《Sky 스포츠》 (영어). 2024년 5월 10일에 확인함.
3. ↑  “Giants of Portuguese football honoured at centenary of FPF”. 《유로뉴스》 (영어). 2015년 1월 15일. 2024년 5월 10일에 확인함.
4. ↑  Williams, Joe (2017년 8월 7일). “Mourinho becomes first manager to spend £1billion”. 《Football365》 (영어). 2024년 5월 10일에 확인함.
5. ↑  Alves, Marcus (2020년 3월 6일). “'Great Ability' but 'A Bit Lazy': Remembering Jose Mourinho's Playing Days”. 《bleacherreport》 (영어). 2024년 5월 10일에 확인함.
6. ↑  Pires, Sérgio. “Mourinho e as memórias de um Rio Ave em maré alta”. 《maisfutebol》 (포르투갈어). 2024년 5월 10일에 확인함.
7. ↑  “Mourinho makes shock Chelsea exit”. 《BBC 스포츠》 (영어). 2007년 9월 20일. 2024년 5월 10일에 확인함.
8. ↑  “Mourinho in Champions League: Manchester United manager's titles, finals & win record”. 《골닷컴》 (영어). 2018년 12월 18일. 2024년 5월 10일에 확인함.
9. ↑  “Mourinho wins FIFA Coach of the Year award”. 《로이터》 (영어). 2011년 1월 11일. 2024년 5월 10일에 확인함.
10. ↑  Lowe, Sid (2012년 5월 3일). “José Mourinho's mission accomplished as Real Madrid seal title”. 《가디언》 (영어). 2024년 5월 10일에 확인함.
11. ↑  “Jose Mourinho: Chelsea sack boss after Premier League slump”. 《BBC 스포츠》 (영어). 2015년 12월 17일. 2024년 5월 10일에 확인함.
12. ↑  “Jose Mourinho: Man Utd confirm former Chelsea boss as new manager”. 《BBC 스포츠》 (영어). 2016년 5월 27일. 2024년 5월 10일에 확인함.
13. ↑  “Man UTD Matches 2016/17”. 《맨체스터 유나이티드 FC》 (영어). 2024년 5월 10일에 확인함.
14. ↑  “Tottenham: Jose Mourinho appointed after Mauricio Pochettino sacked”. 《BBC 스포츠》 (영어). 2019년 11월 20일. 2024년 5월 10일에 확인함.
15. ↑  “Jose Mourinho: Tottenham sack manager after 17 months”. 《BBC 스포츠》 (영어). 2021년 4월 19일. 2024년 5월 10일에 확인함.
16. ↑  Honeyman, Sam (2022년 5월 25일). “Roma 1-0 Feyenoord: Zaniolo strike wins the first Europa Conference League final”. 《UEFA 유로파컨퍼런스리그》 (영어). 2024년 5월 10일에 확인함.
17. ↑  무리뉴의 뉴첼시 ‘스페셜 원’ 무리뉴 복귀, EPL은 떨고 있다[깨진 링크(과거 내용 찾기)]
18. ↑  무리뉴 감독, 6년 만에 첼시 사령탑 복귀…2017년까지 계약
19. ↑  “Sneijder explains Mourinho magic”. Football Italia. 2013년 4월 1일. 2014년 1월 19일에 확인함.
20. ↑  “Real Madrid C.F. – Official Web Site – Mourinho wins FIFA Coach of Year award”. Realmadrid.com. 2011년 1월 10일. 2013년 12월 24일에 원본 문서에서 보존된 문서. 2014년 1월 19일에 확인함.
21. ↑  “Mauricio Pochettino: 'Jose Mourinho one of best managers ever'”. Sports Mole. 2013년 11월 29일. 2014년 1월 19일에 확인함.
22. ↑  “Greatest Managers, No. 9: Jose Mourinho”. Espn Fc. 2013년 8월 7일. 2014년 1월 19일에 확인함.
23. ↑  “Pep Guardiola: Jose Mourinho is the best in the world”. Espn Fc. 2011년 11월 12일. 2014년 1월 19일에 확인함.
24. ↑  “Greatest Managers, No. 9: Jose Mourinho”. Espn Fc. 2013년 8월 7일. 2014년 1월 19일에 확인함.
25. ↑  Daniel Jones (2013년 5월 20일). “Frank Lampard: Jose Mourinho's the best, he made me the player I am | Metro News”. Metro.co.uk. 2014년 1월 19일에 확인함.
26. ↑  “Jose Mourinho Manager Profile – Team Chelsea Soccer / Football – World Cup”. Espn Fc. 2014년 1월 19일에 확인함.
27. ↑  “Enigmatic Swede Zlatan Ibrahimovic opens up on life with Mourinho, Guardiola in his new book”. Foxsports.com.au. 2014년 1월 19일에 확인함.
28. ↑  “Liverpool's Brendan Rodgers hits out at Chelsea for 'parking two buses'”. 《Guardian》. 2014년 4월 27일. 2014년 5월 2일에 확인함.
29. ↑  “Chelsea's victory over Liverpool proved once again that Jose Mourinho is the defensive master”. 《Daily Telegraph》. 2014년 4월 28일. 2014년 5월 2일에 확인함.
30. ↑  “Chelsea boss questions critics of style”. 《BBC Sport》. 2014년 4월 28일. 2014년 5월 2일에 확인함.
31. ↑  “Negative Mourinho doesn't care about football! Barcelona hero Cruyff slams Real Madrid manager”. 《Daily Mail》 (London). 2011년 4월 18일.
32. ↑  “Mourinho under criticism for using negative tactics”. Topnews.in. 2011년 4월 19일. 2013년 9월 20일에 원본 문서에서 보존된 문서. 2014년 1월 19일에 확인함.
33. ↑  “Denmark's Morten Olsen slams Jose Mourinho's negative Real Madrid football”. Goal.com. 2011년 5월 2일. 2014년 1월 19일에 확인함.
34. ↑  “첼시-바르셀로나전 주심, 신변위협 이유로 은퇴”. 연합뉴스. 2005년 3월 12일. 2010년 6월 6일에 확인함.
35. ↑  “UEFA 심판, "첼시 감독 무리뉴는 축구의 적"”. 연합뉴스. 2005년 3월 14일. 2010년 6월 6일에 확인함.
36. ↑  Rej, Arindem (2005년 11월 26일). “Wenger – I can't afford to sue Mourinho for voyeur remark”. 《The Guardian》 (London). 2008년 10월 20일에 확인함.
37. ↑  “Mourinho regrets 'voyeur' comment”. BBC Sport. 2005년 12월 23일. 2008년 10월 20일에 확인함.
38. ↑  Lowe, Sid (2011년 8월 18일). “José Mourinho likely to escape charges for role in Super Cup melee”. 《The Guardian》 (London).
39. ↑  Campbell, Denis (2004년 5월 30일). “Luxury Coach”. 《The Observer》 (London). 2008년 9월 10일에 확인함.
40. ↑  Wilson, Dave (2005년 11월 13일). “Jose Mourinho: I'm a DIY Disgrace I cant even change a lightbulb”. Sunday Mirror. 2008년 9월 10일에 확인함.
41. ↑  “Mourinho, 'rockstar' de 2011, en la portada de 'Rolling Stone' en RollingStone”. Rollingstone.es. 2013년 12월 31일에 원본 문서에서 보존된 문서. 2014년 1월 19일에 확인함.
42. ↑  Liddle, Rod (2007년 9월 23일). “Jose Mourinho: Portuguese man of phwooar”. 《The Sunday Times》 (London). 2008년 7월 26일에 원본 문서에서 보존된 문서. 2008년 9월 10일에 확인함.
43. ↑  “Jose Mourinho: He's back (and already it's personal)”. 《The Independent》 (London). 2008년 8월 30일. 2012년 5월 13일에 원본 문서에서 보존된 문서. 2008년 9월 10일에 확인함.
44. ↑  Davies, Gareth A (2005년 3월 27일). “Mourinho gives peace a chance”. 《The Daily Telegraph》 (London). 2012년 5월 13일에 원본 문서에서 보존된 문서. 2008년 9월 10일에 확인함.
45. ↑  “Mourinho's jacket boosts charity”. BBC Sport. 2005년 5월 20일. 2008년 9월 10일에 확인함.
46. ↑  Conrad, Peter (2006년 2월 19일). “The great dictator”. 《The Observer》 (London). 2008년 9월 10일에 확인함.
47. ↑  “What makes Mourinho tick?”. BBC News. 2010년 5월 20일.
48. ↑  “보관된 사본”. 2014년 12월 21일에 원본 문서에서 보존된 문서. 2015년 2월 18일에 확인함.
49. ↑  “Jose Mourinho Profile: "The second division was my level." | vs Soccer”. vssoccer.info. 2010년 5월 28일에 원본 문서에서 보존된 문서. 2010년 5월 21일에 확인함.
50. ↑  중국 기자들의 ‘도 넘은’ 비매너, 그 이유는?, 일간스포츠, 2013년 3월 14일.
51. ↑  “Mourinho 'arrested after dog row'”. BBC Sport. 2007년 5월 16일. 2008년 9월 10일에 확인함.
52. ↑  Walker, Peter (2007년 5월 18일). “Mourinho's dog heads to Portugal”. 《The Guardian》 (London). 2008년 9월 10일에 확인함.
53. ↑  “Squad 2000/2001”. ForaDeJogo.net. 2015년 2월 18일에 원본 문서에서 보존된 문서. 2014년 3월 5일에 확인함.
54. ↑  “Squad 2001/2002”. ForaDeJogo.net. 2015년 2월 18일에 원본 문서에서 보존된 문서. 2014년 3월 5일에 확인함.
55. ↑  “Squad 2001/2002”. ForaDeJogo.net. 2015년 2월 18일에 원본 문서에서 보존된 문서. 2014년 3월 5일에 확인함.
“Squad 2002/2003”. ForaDeJogo.net. 2015년 2월 18일에 원본 문서에서 보존된 문서. 2014년 3월 5일에 확인함.
“Squad 2003/2004”. ForaDeJogo.net. 2015년 2월 18일에 원본 문서에서 보존된 문서. 2014년 3월 5일에 확인함.
56. 1 2 3 4 5  “Jose Mourinho”. Soccerbase. 2014년 2월 26일에 확인함.